# Rik Luyten
|  | No confondre amb el també ciclista Henri Luyten |

Henri "Rik" Luyten (Beverlo, Beringen, 31 de juliol de 1931 - Kwaadmechelen, Ham, 31 de juliol de 1931) va ser un ciclista belga que fou professional entre 1955 i 1967. Del seu palmarès destaca dues etapes a la Volta a Espanya.

## Palmarès
- 1954
  - 1r a la Volta a Limburg amateur i vencedor d'una etapa
- 1955
  - 1r a la Fletxa de Haspengouw
- 1958
  - Vencedor de 2 etapes a la Volta a Espanya
- 1961
  - 1r a la Acht van Chaam
  - Vencedor d'una etapa al Tour de l'Oise
- 1962
  - 1r al Gran Premi del 1r de maig
  - Vencedor d'una etapa a la Volta a Bèlgica
- 1963
  - 1r a la Fletxa de Haspengouw

### Resultats a la Volta a Espanya
- 1958. 9è de la classificació general. Vencedor de 2 etapes

### Resultats al Tour de França
- 1958. 52è de la classificació general